# Никитин, Владимир Васильевич
Владимир Васильевич Никитин (14 июля 1959, с. Козино, Удмуртская АССР, РСФСР, СССР) — советский лыжник, призёр зимних олимпийских игр, чемпион мира, заслуженный мастер спорта СССР (1982).

## Спортивная карьера
- Серебряный призёр олимпийских игр 1984 (эстафета 4x10 км).
- Чемпион мира 1982 (эстафета 4x10 км).
- Лучший результат на этапах Кубка мира — 4 место (1983).
- Чемпион СССР 1981 и 1984 годов на дистанции 15 км, 1982 и 1985 — в эстафете.